# Skidoo-Nunatak
Der Skidoo-Nunatak ist ein 935 m hoher Nunatak an der Nordenskjöld-Küste des Grahamlands auf der Antarktischen Halbinsel. An der Basis der Sobral-Halbinsel ragt er 2,1 km südsüdöstlich der Nodwell Peaks auf.
Der British Antarctic Survey (BAS) führte hier zwischen 1978 und 1979 geologische Arbeiten durch. Das UK Antarctic Place-Names Committee benannte ihn 1984 nach dem Skidoo, einem Schneemobil des kanadischen Herstellers Bombardier, das der BAS seit 1976 in Antarktika eingesetzt hatte.